# Uroporphyrinogène I
L’uroporphyrinogène I est un tétrapyrrole produit en petites quantités dans la porphyrie aiguë intermittente.